# 야마구치현 선거구
야마구치현 선거구(일본어: 山口県選挙区)는 일본의 참의원 선거구이다.

## 선거구 정보
| 지역      | 야마구치현 전역          |
| 의원 정수 | 2명 (개선 정수 1명)      |
| 유권자 수 | 1,133,921명 (2022년 9월) |

## 역대 의원
| 홀수회                       | 홀수회        | 짝수회        | 짝수회                       |
| 의원                         | 선거          | 선거          | 의원                         |
| ---------------------------- | ------------- | ------------- | ---------------------------- |
| 구루스 다케오 (일본자유당)   | 1947년 제1회  | 1947년 제1회  | 히메이 이스케 (무소속)       |
| 구루스 다케오 (일본자유당)   |               | 1950년 제2회  | 나카가와 모치나가 (자유당)   |
| 아베 기미코 (무소속)         | 1953년 제3회  |               | 나카가와 모치나가 (자유당)   |
| 아베 기미코 (무소속)         |               | 1956년 제4회  | 기노시타 유케이 (일본사회당) |
| 요시타케 에이치 (자유민주당) | 1959년 제5회  |               | 기노시타 유케이 (일본사회당) |
| 요시타케 에이치 (자유민주당) |               | 1962년 제6회  | 후타쓰기 겐고 (자유민주당)   |
| 요시타케 에이치 (자유민주당) | 1965년 제7회  |               | 후타쓰기 겐고 (자유민주당)   |
| 요시타케 에이치 (자유민주당) |               | 1968년 제8회  | 후타쓰기 겐고 (자유민주당)   |
| 요시타케 에이치 (자유민주당) | 1971년 제9회  |               | 후타쓰기 겐고 (자유민주당)   |
| 요시타케 에이치 (자유민주당) |               | 1974년 제10회 | 후타쓰기 겐고 (자유민주당)   |
| 오자와 다로 (자유민주당)     | 1977년 제11회 |               | 후타쓰기 겐고 (자유민주당)   |
| 오자와 다로 (자유민주당)     |               | 1980년 제12회 | 에지마 아쓰시 (자유민주당)   |
| 마쓰오카 마스오 (자유민주당) | 1983년 제13회 |               | 에지마 아쓰시 (자유민주당)   |
| 마쓰오카 마스오 (자유민주당) |               | 1986년 제14회 | 에지마 아쓰시 (자유민주당)   |
| 마쓰오카 마스오 (자유민주당) |               | 1987년 보궐   | 후타쓰기 히데오 (자유민주당) |
| 야마다 겐이치 (일본사회당)   | 1989년 제15회 |               | 후타쓰기 히데오 (자유민주당) |
| 야마다 겐이치 (일본사회당)   |               | 1992년 제16회 | 후타쓰기 히데오 (자유민주당) |
| 하야시 요시마사 (자유민주당) | 1995년 제17회 |               | 후타쓰기 히데오 (자유민주당) |
| 하야시 요시마사 (자유민주당) |               | 1998년 제18회 | 마쓰오카 마스오 (무소속)     |
| 하야시 요시마사 (자유민주당) | 2001년 제19회 |               | 마쓰오카 마스오 (무소속)     |
| 하야시 요시마사 (자유민주당) |               | 2004년 제20회 | 기시 노부오 (자유민주당)     |
| 하야시 요시마사 (자유민주당) | 2007년 제21회 |               | 기시 노부오 (자유민주당)     |
| 하야시 요시마사 (자유민주당) |               | 2010년 제22회 | 기시 노부오 (자유민주당)     |
| 하야시 요시마사 (자유민주당) | 2013년 제23회 | 2013년 보궐   | 에지마 기요시 (자유민주당)   |
| 하야시 요시마사 (자유민주당) |               | 2016년 제24회 | 에지마 기요시 (자유민주당)   |
| 하야시 요시마사 (자유민주당) | 2019년 제25회 |               | 에지마 기요시 (자유민주당)   |
| 기타무라 쓰네오 (자유민주당) | 2021년 보궐   |               | 에지마 기요시 (자유민주당)   |
| 기타무라 쓰네오 (자유민주당) |               | 2022년 제26회 | 에지마 기요시 (자유민주당)   |

## 최근 선거 결과

### 2016년 (제24회)
|  | 64.05% |

|  | 29.81% |

|  | 6.14% |

### 2019년 (제25회)
|  | 69.97% |

|  | 22.13% |

|  | 4.51% |

|  | 3.39% |

### 2021년 (제25회 보궐)
|  | 75.61% |

|  | 22.72% |

|  | 1.67% |

### 2022년 (제26회)
|  | 62.97% |

|  | 11.91% |

|  | 10.39% |

|  | 6.23% |

|  | 3.93% |

|  | 2.97% |

|  | 1.60% |

## 같이 보기
- 야마구치현 제1구
- 야마구치현 제2구
- 야마구치현 제3구
- 야마구치현 제4구